# Franz Mueller-Darß
Franz Mueller-Darß (* 29. April 1890 in Lindau, Landkreis Northeim; † 18. Juni 1976  in Lenggries, Oberbayern; eigentlich Franz Mueller) war ein deutscher Forstmann sowie Mitglied der Organisation Gehlen, später des Bundesnachrichtendienstes (BND). Er beschäftigte sich mit dem Einsatz von Hunden in Armee und Forstwirtschaft, in Fachkreisen wurde er daher auch „Hundemüller“ genannt. Als hochrangiges SS-Mitglied war er zeitweise hauptamtlich als SS-Standartenführer im Stab Heinrich Himmlers tätig. Er war auf dem Darß für den Einsatz von KZ-Häftlingen verantwortlich. Innerhalb der Schutzstaffel erreichte er den Rang eines SS-Brigadeführers und Generalmajors der Waffen-SS.

## Leben und Wirken
Franz Mueller wurde am 29. April 1890 als Sohn des späteren Forstmeisters Hans Friedrich Wilhelm Mueller (1857–1924) in Lindau geboren. An einer Kadettenanstalt in Berlin legte er 1909 sein Abitur ab und leistete seinen Militärdienst beim dortigen Kadettenkorps ab. Anschließend absolvierte er in der Mark Brandenburg eine Lehre im Forstamt Menz am Stechlinsee und studierte dann Forstwissenschaften in Eberswalde und München. Am Ersten Weltkrieg nahm er als Kriegsfreiwilliger vier Jahre lang teil. Als Leutnant begründete er am 1. September 1916 im lothringischen Hubertsville die erste Kriegshundeführer-Schule (KHuS) und leitete dann bis 1918 die Zentralstelle des Kriegshundewesens. An der Front setzte er statt Meldegängern nun Meldehunde ein, weil sie schneller vorankamen.
Nach Kriegsende setzte Mueller seine forstliche Laufbahn fort und bestand noch 1918 sein Staatsexamen als Forstassessor. 1919 fand er dann zunächst in Schlesien Verwendung als Revierassistent im Forstamt Reinerz im Glatzer Bergland und bewarb sich dann um die Leitung des Forstamtes Kreuzburgerhütte.
Im Jahr 1923 wurde er als Oberförster zur Unterstützung des erkrankten Forstmeisters Wendt an das Forstamt Born auf dem Darß versetzt und übernahm 1925 dessen Leitung. Er bezog das gleiche Gebäude, in dem schon sein bekannter Vorgänger Ferdinand von Raesfeld gewirkt hatte. Wie dieser widmete sich auch Mueller jagdlichen Themen, speziell jedoch der Ausbildung von Jagdhunden, zu der er zusammen mit Konrad Most 1934 das Standardwerk Anweisung zum Abrichten und Führen des Jagdhundes vorlegte. In Born errichtete er auch die „Diensthund-Lehr- und Versuchsanstalt“. Seinem Lieblingshund ließ er einen Stein setzen, der die Inschrift „Wie immer, im Leben seinem Herrn einen Schritt voraus.“ trug.
In jagdlicher Hinsicht führte Mueller die Hegeideen seiner Vorgänger Raesfeld und Wendt fort. Um den Darßer Rotwildbestand „aufzuarten“, kreuzte er Rominter Blut ein. 1931 forderten er, sein Freund Bengt Berg und Lutz Heck einen Urwildpark auf dem Darß. Diese Bestrebungen sind im Zusammenhang mit Muellers starken naturschützerischen Bestrebungen zu sehen, die er Anfang der 1930er-Jahre auch in einer Reihe von Artikeln propagierte. Als Mueller in einem dieser Artikel, der in zahlreichen Zeitungen erschien, den Darß als Naturgebiet schilderte und die Einrichtung eines großen Naturschutzgebietes vorschlug, erregte dies Unmut bei seinen vorgesetzten Behörden, aber auch das Interesse von Reichsjägermeister Hermann Göring, der am 3. Oktober 1934 auf dem Darß eintraf und die Halbinsel unter Muellers Führung erkundete.  Der Forstmeister verfolgte sein Projekt weiter, indem er erhebliche Flächen aufkaufen und den Darß arrondieren ließ. Waldbaulich strebte er Vielfalt und Artenreichtum an und gestaltete den Wald verstärkt nach forstästhetischen Gesichtspunkten im Sinne Heinrich von Salischs. Am 11. Juni 1941 wurde das Forstamt Born per Erlass zum Staatsjagdrevier erklärt und Mueller führte Göring sowie viele weitere hochrangige Gäste häufig bei der Jagd. Auf Weisung des Reichsjägermeisters entstand auf dem Darß auch eine Wisentverdrängungszucht. Während der Amtszeit Muellers wurde in Born zudem die Biologische Forschungsanstalt eingerichtet, deren Leitung der Zoologe Heinz Brüll übernahm.
Für die Waldarbeiter ließ Mueller die darßtypischen rohrgedeckten Häuser, die vorzüglich in die Landschaft eingepasst waren, errichten. Diese Gebäude konnten die Waldarbeiter bei Interesse auch kaufen. Muellers eigenes Jagdhaus wurde später nach Prerow umgesetzt. Es befindet sich heute in Privatbesitz.

### Dienstlicher Aufstieg in der SS
Mueller knüpfte viele Kontakte zu bedeutenden Persönlichkeiten aus Politik, Wirtschaft und Kunst. Nach der „Machtergreifung“ der Nationalsozialisten begann er umgehend, sich aktiv in deren Organisationen zu engagieren. So trat er zum 1. Mai 1933 der NSDAP (Mitgliedsnummer 2.225.286) und zum 18. September 1936 der SS bei (SS-Nummer 277.284). Als von 1940 bis 1945 mehr als 200 Häftlinge der Konzentrationslager Neuengamme und Ravensbrück auf dem Darß und in Zingst arbeiten mussten, war Mueller-Darß für deren Einsatz verantwortlich. Die Gaststätte „Borner Hof“ fungierte dabei als Außenlager. Durch solche Aktivitäten stieg der Forstmeister kontinuierlich bis zum SS-Offizier auf und wurde im Juli 1942 hauptamtlich als SS-Standartenführer in den persönlichen Stab Heinrich Himmlers einberufen und am 20. April 1944 zum SS-Oberführer befördert. In Himmlers Stab war Mueller „Beauftragter für das Diensthundewesen“ und „Beauftragter für das Forst- und Jagdwesen“. Nebenamtlich übernahm Mueller die Leitung der Hauptabteilung DI/6 „Schutz- und Suchhunde“ im Wirtschafts- und Verwaltungshauptamt (WVHA) der SS, die auch für den Einsatz von Hunden in Konzentrationslagern zuständig war. Sein Vertreter in dieser Funktion war August Harbaum. Schließlich lag die Gesamtorganisation zur Beschaffung und Ausbildung für das komplette Kriegshundewesen – darunter Meldehunde, Sanitätshunde, Hunde für Kriegsblinde sowie Partisanenhunde – in Muellers Händen. Schon vor seiner hauptamtlichen Tätigkeit für die SS hatte Mueller im März 1942 Himmler beraten, wie die Polizei und die SS ihren Einfluss im „Verband der Hundehalter“ vergrößern könne. Für die Entscheidung, das Hundeversuchswesen in die SS zu integrieren, erhielt er Ende 1944 den Rang eines SS-Brigadeführers und Generalmajors der Waffen-SS und im gleichen Jahr per Dekret den Namen Mueller-Darß, um Verwechslungen mit gleichnamigen Führungspersonen auszuschließen. Ab Ende Oktober 1944 leitete Mueller-Darß zudem das neu eingerichtete Amt W IX (Forsten) im WVHA. Auch in den letzten Kriegstagen des Zweiten Weltkriegs war er noch auf dem Darß anwesend und harrte nach dem Einmarsch der Roten Armee noch wochenlang in seinem Waldversteck, einem Bunker der Waffen-SS, aus, bis es ihm glückte, in einem Boot über den Bodden in Richtung Hamburg zu flüchten.

### Nach dem Zweiten Weltkrieg
Nach der Entlassung aus britischer Gefangenschaft konnte Mueller-Darß aufgrund seiner Vergangenheit nicht mehr in die Forstverwaltung zurückkehren. Er arbeitete in den folgenden Jahren auf den unterschiedlichsten Tätigkeitsfeldern. 1948 fand er eine Beschäftigung bei der Organisation Gehlen, die 1956 in den Bundesnachrichtendienst überging. Dort hatte er die Kennung V-1721 und war damit betraut, sich um höhere SS-Leute im Ausland zu kümmern. Für den BND war er bis 1966 tätig, als er 75-jährig in Rente ging. Laut dem Historiker Holger M. Meding gab Mueller-Darß, der sonst eine unauffällige Laufbahn hatte, am 16. Juni 1952 an seinen Betreuer Horst von Mellenthin den ersten Hinweis auf den Aufenthaltsort von Adolf Eichmann.
Die Ereignisse in der KZ-Außenanlage auf dem Darß und Mueller-Darß' Rolle darin sind nie juristisch aufgearbeitet worden.
Seine Erlebnisse auf dem Darß, speziell in den Kriegsjahren hatte er in Tagebüchern festgehalten, die er unter dem Titel Kein Ort zu bleiben 1949 zunächst nur in einem Schweizer Verlag veröffentlichen konnte. Im Jahr 1952 folgte eine niederländische Übersetzung, und der Schriftsteller Wolfgang Frank nutzte sie, um auf deren Grundlage die romanhafte Biographie Verklungen Horn und Geläut. Die Forstmeisterchronik. Ein Leben mit Wäldern und Hunden (1959) zu verfassen.
Mueller war drei Mal verheiratet, zuerst mit Ilona (geborene Linde), mit der er einen Sohn hatte, in zweiter Ehe dann mit Clara (geborene von Faber), aus dieser Verbindung stammten ein weiterer Sohn und eine Tochter. 1954 heiratete er Christa (geborene von Bodien).
Forstmeister Franz Mueller-Darß starb im Alter von 86 Jahren am 18. Juni 1976 im oberbayerischen Lenggries.

## Schriften
- zusammen mit Konrad Most: Anweisung zum Abrichten und Führen des Jagdhundes. Kameradschaft, Berlin 1934 (2., völlig neu bearbeitete Auflage unter dem Titel Abrichten und Führen des Jagdhundes. Kynos Verlag, Mürlenbach 1988, ISBN 3-924008-35-3)
- Die Verwendung des Jagdhundes nach dem Schuss, (Zeitschrift für Hundeforschung: N.F.; 12,4), Leipzig 1938
- Kein Ort zu bleiben. Tagebuch, Zürich 1949 (aktuelle Ausgabe: Kein Ort zum Bleiben. Neumann-Neudamm, Melsungen 2006, ISBN 3-7888-1052-1)